# Holmger Knutssons gravtäcke
Holmger Knutssons gravtäcke tillverkades i slutet av 1400-talet av skimrande grön sidenväv. Det är utställt på Statens historiska museum i Stockholm. 
Det framställer Holmger Knutsson, kungason och tronpretendent som halshöggs 1248 – drygt 200 år före gravtäckets tillkomst. Vid hans fötter syns Erikska och Folkungaättens vapensköldar. Två sirliga växtrankor med gemensam rot mellan sköldarna omsluter Holmger. Över hans huvud svävar en krona och i hörnen syns bokstäverna  b och o, initialerna för latinets beatus olmgerus som betyder "salige Holmger". Termen "beatus" användes om personer som åtnjöt helgonkult men ännu inte blivit kanoniserade av påven. 
Längs kanten finns en latinsk text som i svensk översättning lyder:
| ” | Holmger, född av svearnas lysande kungasläkt, själv en sedernas spegel, fälldes av den bittra döden och ligger här halshuggen. Men hans död, dyrt aktad, visar sig på sedvanligt vis härlig genom många tecken. | „ |

Det tunna gröna sidentyget, med stödtyg av blå lärft, har en broderad dekor i guld, silke och sidenapplikation. Huvudmotiv anses ha utförts i Albertus Pictors verkstad i Stockholm och det omgivande broderiet tros ha sytts av nunnor i Sko kloster där tyget förvarades till 1703 då det skänktes till svenska staten. Gravtäcken användes för att pryda en gravtumba eller gravsten inne i kyrkan och var avsedda för högt uppsatta personer i samhället.